# 벨린다 맥크로리
벨린다 맥크로리(Belinda McClory, 1968년 11월 1일 ~ )는 오스트레일리아의 배우, 각본가이다.
애들레이드에서 태어났다.

## 영화
- 뷰티풀 엑스 (2011년)
- 아콜라이트 (2008년)
- 다크러브스토리 (2006년)
- 멀릿 (2001년)
- 커비하우스 (2001년)
- 레드볼 (1999년)
- 매트릭스 (1999년) - 스위치 역
- 올 세인츠 (1998년)
- 호텔 드 러브 (1996년)